# Lauren Ambrose
Lauren Ambrose o Lauren Anne D'Ambruoso (New Haven, Connecticut, 20 de febrero de 1978) es una actriz estadounidense de cine y televisión de ascendencia italiana. Estudió actuación en el Educational Center for the Arts in New Haven y canto en el Boston University Tanglewood Institute. Es conocida por su papel como Claire en la serie de televisión Six Feet Under. Está casada desde septiembre del 2001 con Sam Handel, con quien tiene dos varones: Orson, nacido el 16 de enero del 2007, y otro varón, nacido en el 2012.

## Primeros años
Lauren Ambrose nació en New Haven, Connecticut, el 20 de febrero de 1978. Es hija de Frank D'Ambruoso, quien se dedica a ofrecer servicios de catering, y de Anne Wachtel, diseñadora de interiores. Es de origen italiano del lado de su padre, y de origen alemán, inglés e irlandés del lado de su madre. Asistió a Choate Rosemary Hall, Wilbur Cross High School, High School in the Community, y al ACES Educational Center for the Arts en New Haven como parte de la generación de 1996. También se entrenó como cantante de ópera, pues estudió voz y ópera en el Boston University Tanglewood Institute.

## Filmografía: cine y televisión
- In & Out (1997) - Vicky Rayburn
- Can't Hardly Wait (1998) - Denise Fleming
- Summertime's Calling Me (1998) - Tami
- Saving Graces (1999) (serie de TV) - Grace Whitmore
- Swimming (2000) - Frankie Wheeler
- Psycho Beach Party (2000) - Florence 'Chicklet' Forrest
- Six Feet Under (2001) (serie de TV) - Claire Fisher
- Admissions (2004) - Evie Brighton
- Diggers (2006) - Zoey
- Starting Out in the Evening (2007) - Heather Wolfe
- A Dog Year (2008) - Emma
- The Return of Jezebel James (2008) (serie de TV) - Coco Tompkins
- Loving Leah (2009) - Leah Lever
- Cold Souls (2009) - Stephanie
- Where the Wild Things Are (2009) (voz) - KW
- Tonight at Noon (2009) - Mae
- Love and Other Impossible Pursuits (2009) - Mindy
- Torchwood- Miracle day (2011)- Jilly Kitzinger
- Sleepwalk with Me (2012) - Abby
- Coma (Miniserie de TV) (2012) - Susan Wheeler
- Expedientes secretos X (2016) - Agente especial Einstein
- Servant (2019 - 2023) (serie de TV) - Dorothy Turner
- Yellowjackets (2023) (serie de TV) - Vanessa "Van" Palmer (versión adulta)
- Caddo Lake (2024) -  Celeste